# 비밀의 화방
"비밀의 화방"은 한국에서 제작된 진달래 감독의 2013년 멜로/로맨스 영화이다. 주혜리 등이 주연으로 출연하였다.

## 출연

### 주연
- 주혜리
- 송정은
- 백마리
- 박민철